# Bonai
Bonai is een bestuurslaag in het regentschap Rokan Hulu van de provincie Riau, Indonesië. Bonai telt 2969 inwoners (volkstelling 2010).